# Savannah (Géorgie)
Pour les articles homonymes, voir Savannah et SAV.
Savannah (en anglais [sə ˈvænə]) est une ville de Géorgie, État du sud-est des États-Unis. Fondée au XVIIIe siècle sur le fleuve du même nom, elle compte 147 780 habitants pour la municipalité et 404 798 pour son agglomération (2020, selon le Bureau du recensement des États-Unis).
La ville est aujourd'hui un centre industriel, une destination touristique et un port maritime important de la côte Atlantique.  L'aéroport international de Savannah/Hilton Head, moderne et bien aménagé, se situe dans la banlieue ouest, près de Pooler ; il relie Savannah à plusieurs grandes villes du pays comme New York, Atlanta, Charlotte et Miami, avec des vols directs tous les jours.

## Géographie
Savannah est localisée dans l'Est de la Géorgie, tout près de la frontière avec la Caroline du Sud, à 134 km au sud-ouest de Charleston, à 202 km au nord de Jacksonville et à 358 km au sud-est d'Atlanta.
La ville se trouve sur la rive droite du fleuve Savannah, près de son embouchure dans l’océan Atlantique. Le fleuve Ogeechee passe par la banlieue sud de Savannah et constitue une limite méridionale de la ville.

Savannah est le siège du comté de Chatham.
Selon le Bureau du recensement des États-Unis (2011), la ville a une superficie totale de 281,5 km2. Savannah est le plus grand port de l'État de Géorgie. Il est également situé près de la voie navigable Intracoastal Waterway. 
Savannah est sujette aux inondations. Cinq canaux et plusieurs stations de pompage ont été construits pour aider à en réduire les effets.

## Climat
Le climat est subtropical humide caractérisé par des étés longs et presque tropicaux et des hivers courts et doux.
Les températures moyennes, pour l'intervalle des années 1961–1990 :
- en janvier : 9,4 °C ;
- en juillet : 27 °C.

La ville est exposée aux cyclones, en particulier du type cap-verdien.

## Histoire

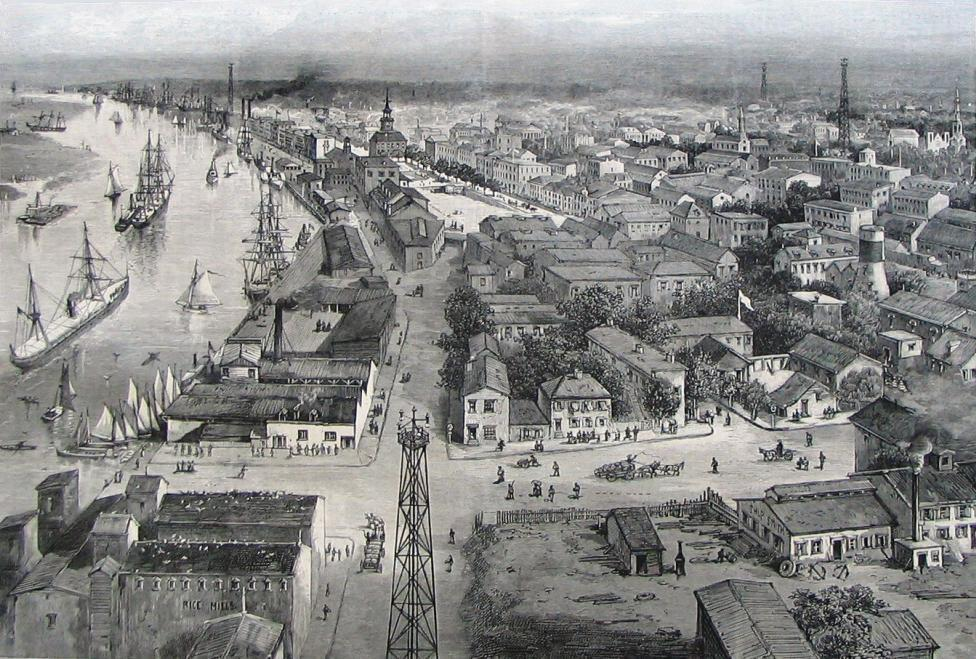
Ville et port de Savannah en 1883.

Savannah était la première ville et la capitale de la province de Géorgie, la dernière établie des Treize colonies britanniques. La ville a été fondée en février 1733 par le général James Edward Oglethorpe et les cent vingt passagers anglais et écossais du navire Anne. En juillet de cette même année, des familles juives fuyant l'Inquisition espagnole et portugaise y sont arrivées. Avec de surcroît des fortes immigrations allemande et irlandaise au milieu du XIXe siècle, ainsi qu'une petite immigration catholique et protestante en provenance de la France au début du XIXe siècle, Savannah reste même aujourd'hui une des villes les plus diversifiées et cosmopolites du Sud. Un peu plus de la moitié de la population communale (57 %) est d'origine afro-américaine.
Savannah est supposée être la première ville planifiée aux États-Unis. C'est Oglethorpe qui en dessina le plan en 1732 (un an avant son arrivée sur le site), un plan aux rues perpendiculaires, laissant régulièrement des espaces pour des parcs publics et vingt-quatre petits squares, dont vingt-deux subsistent toujours.
Pendant la guerre d'indépendance des États-Unis, Savannah était la capitale de Géorgie et son unique port maritime. Capturée par les forces britanniques en 1778, la ville est tombée sous l'influence loyaliste. Lors du siège de Savannah, en 1779, l'armée indépendantiste américaine, renforcée par des troupes françaises, a fait une tentative pour reprendre la ville, mais leurs efforts ont échoué. Savannah est occupée par les Britanniques jusqu'en 1782. Elle connut deux grands incendies en 1796 et en 1820. Lors de la guerre de Sécession, Savannah était une ville de 22 000 habitants (lors du recensement de 1860), la sixième ville principale de la Confédération sudiste et un grand port stratégique. Épargnée par l'armée nordiste du général William Tecumseh Sherman en décembre 1864, son déclin ira grandissant au début du XXe siècle. La restauration du patrimoine débute en 1955 et entraîne un fort développement du tourisme national et international depuis les années 1970. Savannah rivalise avec Atlanta comme première destination touristique de Géorgie.

## Administration municipale
Les maires de Savannah reflètent la diversité cosmopolite de la ville :
- John Rousakis (en) (1974-1992, d'origine grecque),
- Susan Weiner (en) (1992-1996, une femme juive),
- Floyd Adams, Jr. (en) (1996-2004, un noir catholique),
- Otis Johnson (en) (2004-2010, un noir protestant),
- Edna Branch Jackson (2011-2015, la première femme noire),
- Eddie DeLoach (2015-2019, d'origine anglo-saxonne
- Van R. Johnson (2020-, homme politique noir)[4].

## Églises
- Cathédrale Saint-Jean-Baptiste de Savannah (Cathedral of St. John the Baptist)
- Christ Church Episcopal
- Lutheran Church of the Ascension
- St. Paul's Episcopal Church
- St. John's Episcopal Church
- St. Peter's Episcopal Church
- First Presbyterian Church
- First Baptist Church
- Independent Presbyterian Church
- St. Paul's Evangelical Lutheran Church
- Holy Trinity Lutheran Church
- Bull Street Baptist Church
- Sacred Heart Catholic Church
- Second African Baptist Church
- Trinity United Methodist Church
- Skidaway Island United Methodist Church
- Wesley Monumental United Methodist Church

### Jumelages
La ville de Savannah est jumelée avec : 
- Batoumi (Géorgie) ;
- Patras (Grèce) ;
- Kaya (Burkina Faso).
- Jiujiang (Chine)
- Halle (Allemagne)

## Économie

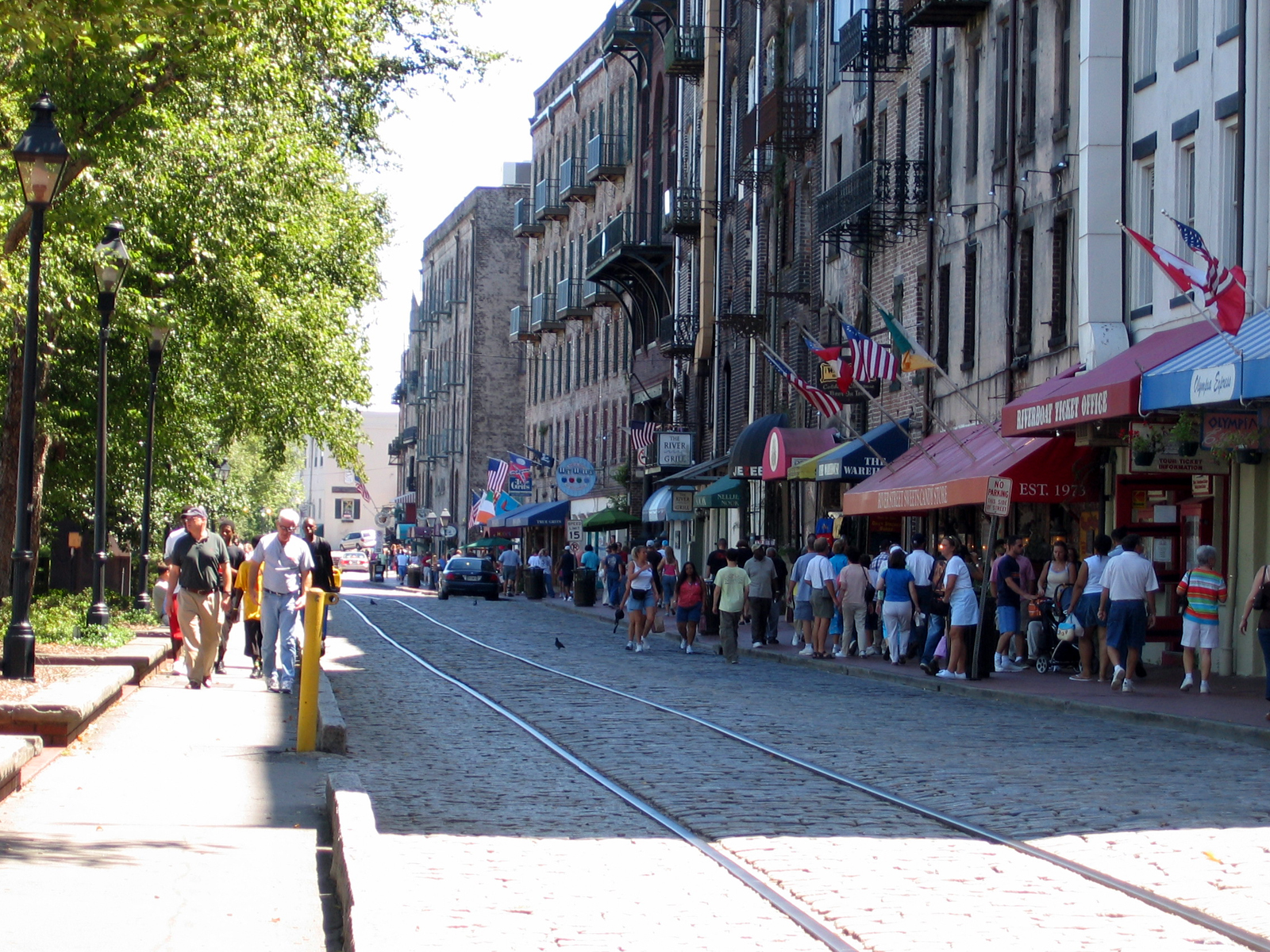
La rue touristique de River Street à Savannah.

Dans la ville de Savannah, les industries textiles, de chaussures, l'industrie chimique, la pêche, l'industrie des produits alimentaires, les activités du commerce sont présentes. La principale entreprise de la ville est Gulfstream Aerospace, constructeur d'avions d'affaires qui a son siège et son principal site de production près de l'l'aéroport international Savannah Hilton Head (11 500 salariés en 2023).
Le port de Savannah est un des plus actifs de la côte est des États-Unis : c'est le quatrième port américain pour le trafic de conteneurs en 2021 (5,6 millions EVP).
Le tourisme profite d'un climat agréable en hiver et de la richesse du patrimoine historique de la ville.

## Société

### Enseignement supérieur
La ville compte plusieurs universités, dont une école privée de beaux-arts (Savannah College of Art and Design) et deux universités publiques gérées par l'État de Géorgie : l'université du Sud de la Géorgie-campus Armstrong et l'université d'État de Savannah (ce dernier est un établissement historiquement réservé aux populations afro-américaines, mais intégré depuis les années 1960).

### Religions

#### Christianisme
- Diocèse de Savannah
- Liste des évêques de Savannah
- Cathédrale Saint-Jean-Baptiste de Savannah

#### Judaïsme
La communauté juive qui remonte à la fondation de la ville au XVIIIe siècle est la plus vieille des États-Unis, après celles de New York et de Newport (Rhode Island). Dès 1734, un an après l’arrivée des colons britanniques, des familles juives originaires du Portugal se sont installées dans la ville. La synagogue Mickvé Israël est la plus ancienne des trois synagogues de cette ville du Sud des États-Unis. Deux grands cimetières de la ville, Laurel Grove et Bonaventure, possèdent des carrés juifs.

### Équipes professionnelles
| Équipe                                         | Sport              | Ligue                                                                  | Lieu                                             | Championnat                | Années      |
| ---------------------------------------------- | ------------------ | ---------------------------------------------------------------------- | ------------------------------------------------ | -------------------------- | ----------- |
| Braves de Savannah                             | Baseball           | Southern League                                                        | Grayson Stadium                                  |                            | 1971–1983   |
| Cardinals de Savannah / Sand Gnats de Savannah | Baseball           | South Atlantic League                                                  | Grayson Stadium                                  | 4 (1993, 1994, 1996, 2013) | 1984–2015   |
| Spirits de Savannah                            | Basketball         | Continental Basketball Association                                     | Savannah Civic Center                            |                            | 1986–1988   |
| Wildcats de Savannah                           | Basketball         | Continental Basketball League                                          | Université du Sud de la Géorgie–Armstrong Campus | 1 (2010)                   | 2010        |
| Storm de Savannah / Trojans de C-Port          | Basketball         | East Coast Basketball League                                           | Savannah High School                             |                            | 2010–2018   |
| Steam de Savannah                              | Football américain | American Indoor Football                                               | Tiger Arena                                      |                            | 2015–2016   |
| Bananas de Savannah                            | Baseball           | Coastal Plain League / Banana Ball Championship League                 | Grayson Stadium                                  | 3 (2016, 2021, 2022)       | Depuis 2016 |
| Savannah Clovers FC                            | Soccer             | United Premier Soccer League / National Independent Soccer Association | Memorial Stadium                                 | 1 (2019)                   | Depuis 2016 |
| Ghost Pirates de Savannah                      | Hockey sur glace   | ECHL                                                                   | Enmarket Arena                                   |                            | Depuis 2022 |
| Buccaneers de Savannah                         | Basketball         | TBL                                                                    | Tiger Arena                                      |                            | Depuis 2023 |

### Équipes  universitaires
| Club                                   | Affiliation      | Conférence                                   | Lieu                                                       | Notes |
| -------------------------------------- | ---------------- | -------------------------------------------- | ---------------------------------------------------------- | ----- |
| Bees de SCAD                           | NAIA             | Sun Conference                               | SCAD Athletic Complex, Ronald C. Waranch Equestrian Center |       |
| Tigers & Lady Tigers de Savannah State | NCAA Division II | Southern Intercollegiate Athletic Conference | Tiger Arena, Ted Wright Stadium                            |       |

## Culture et patrimoine

### Architecture

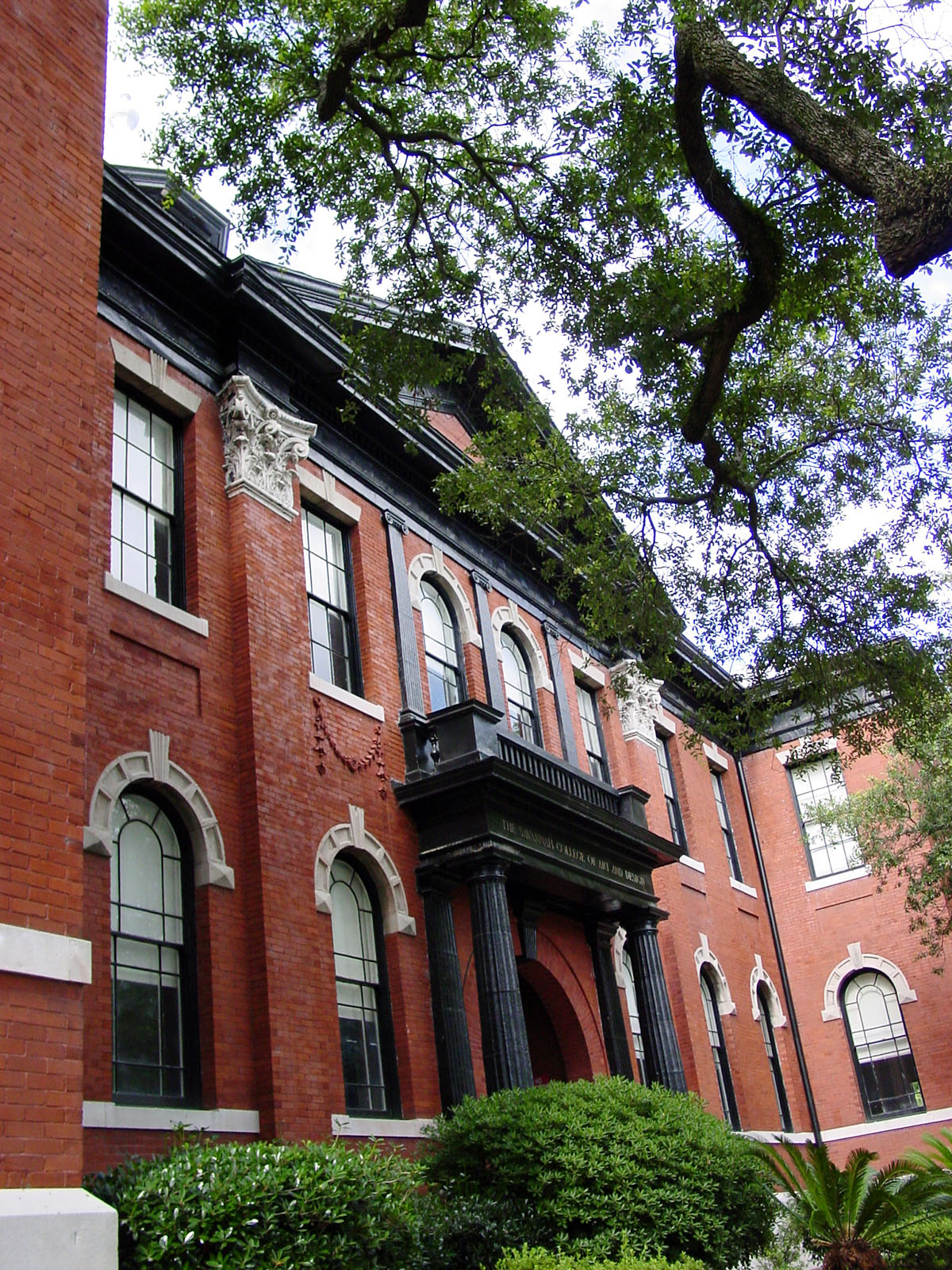
Anderson Hall, Savannah College of Art and Design.

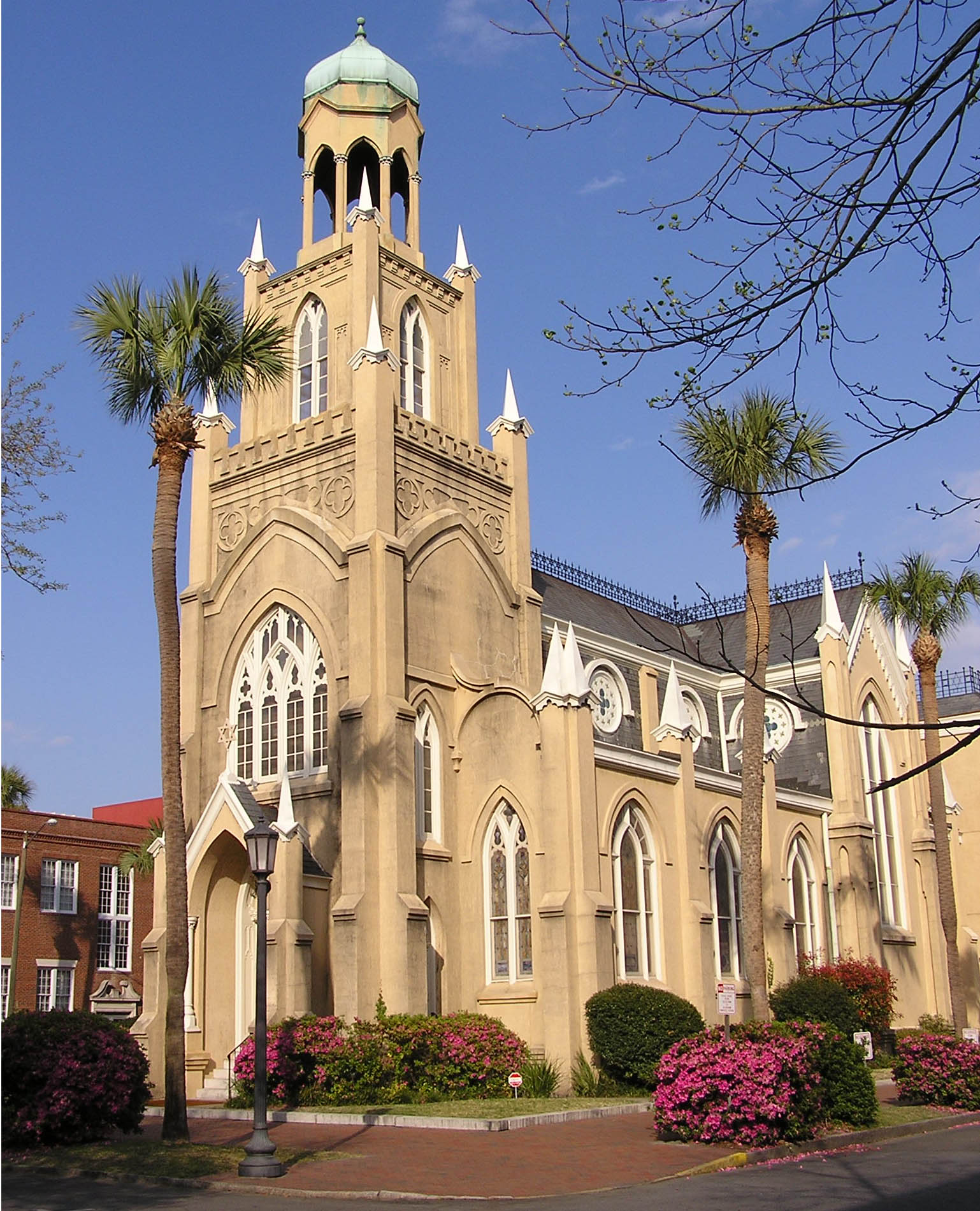
Synagogue Mickvé Israël.

Savannah est souvent citée dans la presse européenne comme étant une des plus belles villes de l'Amérique du Nord. Ses vingt-deux squares, ornés de statues et de fontaines et tous plantés d'arbres vénérables et moussus font la gloire de la ville, avec les nombreuses maisons datant d'avant la guerre de Sécession. C'est une ville typique du Vieux Sud (Deep South) côtier qui se caractérise par son climat chaud et humide en été.
Dans le centre-ville, où le tourisme est important, se trouvent un cimetière colonial et la cathédrale gothique de Saint-Jean Baptiste (fondée en 1802 par des Français qui ont dû fuir Haïti après la Révolution). On y remarque aussi la synagogue de la congrégation Mickvé Israël construite en style gothique dans les années 1870.

### Savannah dans la culture

#### Littérature
Dans Terre lointaine, le troisième volume de ses récits de jeunesse, Julien Green décrit la Savannah des années 1920.
Le poète français Saint-John Perse y a écrit "Pluies", section du recueil Exil.
Dans Cinquante nuances de Grey (Fifty Shades of Grey), la mère d'Anastasia Steele vit à Savannah avec son quatrième mari. Anastasia s'y rend pour un court séjour, Christian Grey la rejoint et ils expérimentent ensemble dans une suite d'hôtel.
Dans sa série America, volume 1 La Treizième Colonie et 2 La Main rouge, Romain Sardou évoque à de multiples reprises la création de Savannah en particulier, et de la Géorgie en général, par les premiers colons ainsi que l'évolution de la ville jusqu'à la guerre d'indépendance des États-Unis.

Dans La cité hantée de Preston & Child, une créature mystérieuse terrifie les habitants de Savannah. Plusieurs cadavres sont retrouvés totalement vidés de leur sang. 

#### Cinéma
Savannah fut le décor du film Minuit dans le jardin du bien et du mal, réalisé par Clint Eastwood et sorti en 1997 ; il a pour cadre la Mercer House. L’histoire est tirée du livre du même nom de John Berendt.
Parmi les autres films tournés dans la ville, se trouvent Forrest Gump de Robert Zemeckis, La Légende de Bagger Vance de Robert Redford ainsi que May December de Todd Haynes.

#### Télévision
Le feuilleton télévisé américain Savannah créé par Constance M. Burge, produit par Aaron Spelling et E. Duke Vincent, fut diffusé entre le 21 janvier 1996 et le 24 février 1997 sur le réseau The WB.

#### Jeux vidéo
C'est la ville où se déroule la première campagne de Left 4 Dead 2 appelée centre de la mort mais aussi la ville d'origine de Coach, un des quatre survivants.
Une partie du jeu en épisodes The Walking Dead s'y déroule. C'est la ville où les parents de Clémentine se trouvent lors de l'invasion de zombies.

#### Scène musicale
Savannah est une ville pionnière du mouvement Sludge Metal. En effet plusieurs groupes à l'origine du genre comme Baroness, Kylesa, Black Tusk sont originaires de cette ville.

## Personnalités liées à la ville
Quelques célébrités sont nées à Savannah :
(Voir aussi: Catégorie:Naissance à Savannah (Géorgie))
- Cee-Lo, artiste membre, entre autres, de Gnarls Barkley
- Miriam Hopkins, actrice
- Stacy Keach, acteur
- Flannery O'Connor, écrivain
- Tom Turpin, compositeur de ragtime
- Johnny Mercer, compositeur de Moon River
- Big Boi, rappeur
- Bernard James, basketteur
- Dianna Agron, actrice et chanteuse
- Nivea Hamilton, chanteuse et rappeuse
- Desmond Harrington, acteur
- Charlotte De Bernier Taylor (1806–1861), entomologiste.
- John Charles Frémont (1813–1890), officier et explorateur
- Quando Rondo, rappeurs
- Amelia Boynton Robinson (1911-2015), militante noire américaine
- Raphael Warnock, pasteur, écrivain et homme politique américain.
- Omari Hardwick (1974-), acteur américain.